# Ломуватка (річка)
Ломуватка, Ломоватка  — річка в Україні, права притока річки Лугань. Басейн Сіверського Дінця. 

## Опис
Довжина річки 13 км,  похил річки  12  м/км.  Площа басейну водозбору 62,3  км². Річка формується багатьма безіменними струмками та 6 загатами.

## Географія
Бере свій початок в місцевості між населеними пунктами Южна Ломуватка, Червоний Прапор і Ломуватка.

### Населені пункти
- Южна Ломуватка
- Ломуватка
- Ганнівка
- Калинове (гирло на  Луганці в межах селища)

## Загальні відомості
На відміну від малих річок Причорноморської низовини бере початок на височині (Донецький кряж) і в силу цього має підвищену водність. Середньорічний модуль стоку Ломуватки біля міста Алмазна досягає 3,22 л/с-км² при річних коливаннях від 0,84 до 6,75 л/с-км² .